# Roger Rosiers
Roger Rosiers (Vremde, 26 novembre 1946) è un ex ciclista su strada e pistard belga, professionista dal 1967 al 1980 e vincitore della Parigi-Roubaix 1971.

## Carriera
Specialista delle classiche, professionista dal 1967 al 1980, fu capace di primeggiare sia nelle Classiche delle Ardenne che nelle Classiche del pavé. Vinse la Parigi-Roubaix nel 1971 e la Freccia del Brabante nel 1967, imponendosi in solitaria in entrambe le occasioni. Al suo attivo anche una vittoria di tappa alla Vuelta a España nel 1970 e due successi in brevi corse a tappe, il Tour de Luxembourg nel 1972 e la Driedaagse De Panne nel 1977.
Rosiers vanta, inoltre, numerosi podi in corse in linea come Amstel Gold Race (secondo nel 1968, terzo nel 1971), Grand Prix de Fourmies (terzo nel 1968), Omloop Het Volk (secondo nel 1970 e nel 1971), Bordeaux-Parigi (terzo nel 1970, secondo nel 1978), E3 Prijs Vlaanderen (terzo nel 1970) e Parigi-Bruxelles (terzo nel 1974).

## Palmarès
- 1965 (dilettanti)

Schaal Sels
Omloop Het Volk Dilettanti
4ª tappa Giro del Belgio Dilettanti
2ª tappa, 2ª semitappa Tour de l'Artois
- 1966 (dilettanti)

Circuit du Hainaut
Omloop der Vlaamse Gewesten Dilettanti
Gand-Wevelgem Dilettanti
1ª tappa Triptyque Ardennaise
- 1967

Freccia del Brabante
- 1968

Grand Prix Flandria - Zedelgem
Circuit des 11 villes
Wezembeek-Oppem
- 1969

Nokere Koerse
- 1970

Omloop van Midden-België
Prix De Pinte
16ª tappa Vuelta a España
Prologo Tour de l'Oise
- 1971

Parigi-Roubaix
- 1972

1ª tappa Tour de Luxembourg
Classifica generale Tour de Luxembourg
Circuit de la Vallée de la Lys
Circuit des Régions Linières
Prix De Pinte
- 1973

Grand Prix d'Isbergues
- 1974

Prix de Saint Amands
- 1977

Classifica generale Driedaagse De Panne - Koksijde
- 1978

Grand Prix d'Ain-en-Provence
- 1979

Grand Prix du Printemps a Hannut
Grand Prix de Saint Raphael
Boucles des Flandres

### Altri successi
- 1965 (dilettanti)

Champion provincial d'Anvers interclubs
Classifica punti Tour de Belgique amateurs
Criterium di Gand
Criterium di Gilly
Criterium di Stabroek
Criterium di Putte
Criterium di Kapelle op den Bos
Criterium di Gilly
Criterium di Blandain
Criterium di Pulderbos
Criterium di Lint
Criterium di Heist op den Berg
Kermesse di Duffel
Kermesse di Borgerhout
- 1966 (dilettanti)

Champion de Belgique interclubs
Champion provincial interclubs
Classifica squadre Tour de Belgique amateurs
Criterium di Lochristi (ex aequo con Roger Jochmans)
Criterium di Nijlen
Criterium di Essembeek-Halle
Criterium di Rijmenam
Criterium de Belsele
Criterium di Oosterhout
Criterium di Lessines
Criterium di Oordegem
Criterium di Ploegsteert
Criterium di Gierle
Criterium di Oostduinkerken
Criterium di Bonheiden
- 1967

Champion de Belgique interclubs
- 1968

Champion de Belgique interclubs
Championnat Anversois à Wilrijk (Derny)
Criterium di Assebroek
Criterium di Wieze
Kermesse di Nazareth
Kermesse di Beringen-Koersel
Kermesse di Mortsel
- 1969

Champion de Belgique interclubs
Champion provincial interclubs Anversois
Championnat Anversois à Arendonk
1ª tappa, 2ª semitappa Giro del Belgio (Cronosquadre)
Criterium di Sint-Genesius-Rode
Kermesse di Sint-Adries
Kermesse di Arendonk
- 1970

Kermesse di Essen
Kermesse di Borgerhout
Kermesse di Hamme
Kermesse di Melsele
Kermesse di Mechelen
- 1971

Champion provincial interclubs Anversois
Grand Prix Staad Sint-Niklaas (Criterium)
Kermesse di Duffel
Kermesse di Stal-Koersel
- 1972

Prologo Quatre Jours de Dunkerque (Cronosquadre)
Classifica punti Parigi-Nizza
Champion de Belgique interclubs
Champion provincial interclubs Anversois
Omloop van de Vlasstreek - Haule (Criterium)
Witte Donderdagprijs - Bellegem (Criterium)
Memorial Thijssen - Strombeek-Bever (Criterium)
Omloop Leieda - Bavikhove (Criterium)
Championnat Anversois à Wilrijk (Derny)
Kermesse di Rijkevorsel
Kermesse di Ruisbroke
- 1973

Prologo Tour de Luxembourg (Cronosquadre)
Classifica squadre Tour de Luxembourg
Classifica punti Parigi-Nizza
Classifica punti Etoile des Espoirs
Kermesse di Meldegem
- 1974

Kermesse di Melsele
Kermesse di Nederbrakel
Kermesse di Sint-Katelijne-Waver
- 1975

Keresse di Lommel
- 1976

Prologo Vuelta a Aragón (Cronosquadre)
Classifica squadre Vuelta a Aragón
Kermesse di Kruishoutem
Kermesse di Mechelen
- 1977

Prologo Driedaagse De Panne - Koksijde (Cronosquadre)
Witte Donderdagprijs - Bellegem (Criterium)
Kermesse di Boechout
- 1978

Criterium di Wuustwezel
- 1979

Criterium di Hazebrouck

## Piazzamenti

### Grandi Giri
- Tour de France

1969: fuori tempo massimo (6ª tappa)
1975: ritirato (13ª tappa)
1976: fuori tempo massimo (17ª tappa)
- Vuelta a España

1970: 28º
1971: ritirato
1973: 31º
1975: 31º
1976: 39º

### Classiche monumento
- Milano-Sanremo

1967: 46º
1969: 18º
1970: 92º
1971: 8º
1972: 67º
1973: 68º
1974: 26º
1977: 72º
1978: 23º
- Giro delle Fiandre

1968: 6º
1969: 15º
1970: 5º
1971: 56
1972: 5º
1973: 17º
1974: 16º
1975: 9º
- Parigi-Roubaix

1970: 8º
1971: vincitore
1972: 11º
1973: 3º
1974: 15º
1977: 25º
1979: 28º
- Liegi-Bastogne-Liegi

1967: 7º
1973: 20º

### Competizioni mondiali
- Campionati del mondo

Gap 1972 - In linea: ritirato